# Mawizache Ñi Zugun, La voz de la gente de las montañas (Documental)
Mawizache ñi Zugun, La Voz de la Gente de las Montañas és un documental etnogràfic dirigit per Gerardo Berrocal i produït pel grup ADKIMVN- Cinema i comunicació Maputxe, ambientat en la zona de riu Puelo, a Xile, on segueix els conflictes del poble Maputxe amb les indústries hidroelèctriques i es mostra la seva forma de veure la vida i relació amb la terra.
| Fitxa      | Fitxa                                                   |
| ---------- | ------------------------------------------------------- |
| Direcció   | Gerardo Berrocal                                        |
| Producció  | ADKIMVN - Cine i comunicación Mapuche, Gerardo Berrocal |
| Fotografía | Gerardo Berrocal                                        |

| Dades i Xifres  | Dades i Xifres    |
| --------------- | ----------------- |
| País d'origen   | Xile              |
| Estrena         | 2020              |
| Durada          | 12 min.           |
| Idioma original | Castella, Maputxe |
| Rodatge         | Temuco (Xile)     |
| Color           | En color          |

| Descripció | Descripció   |
| ---------- | ------------ |
| Gènere     | Documental   |
| Tema       | Els maputxes |

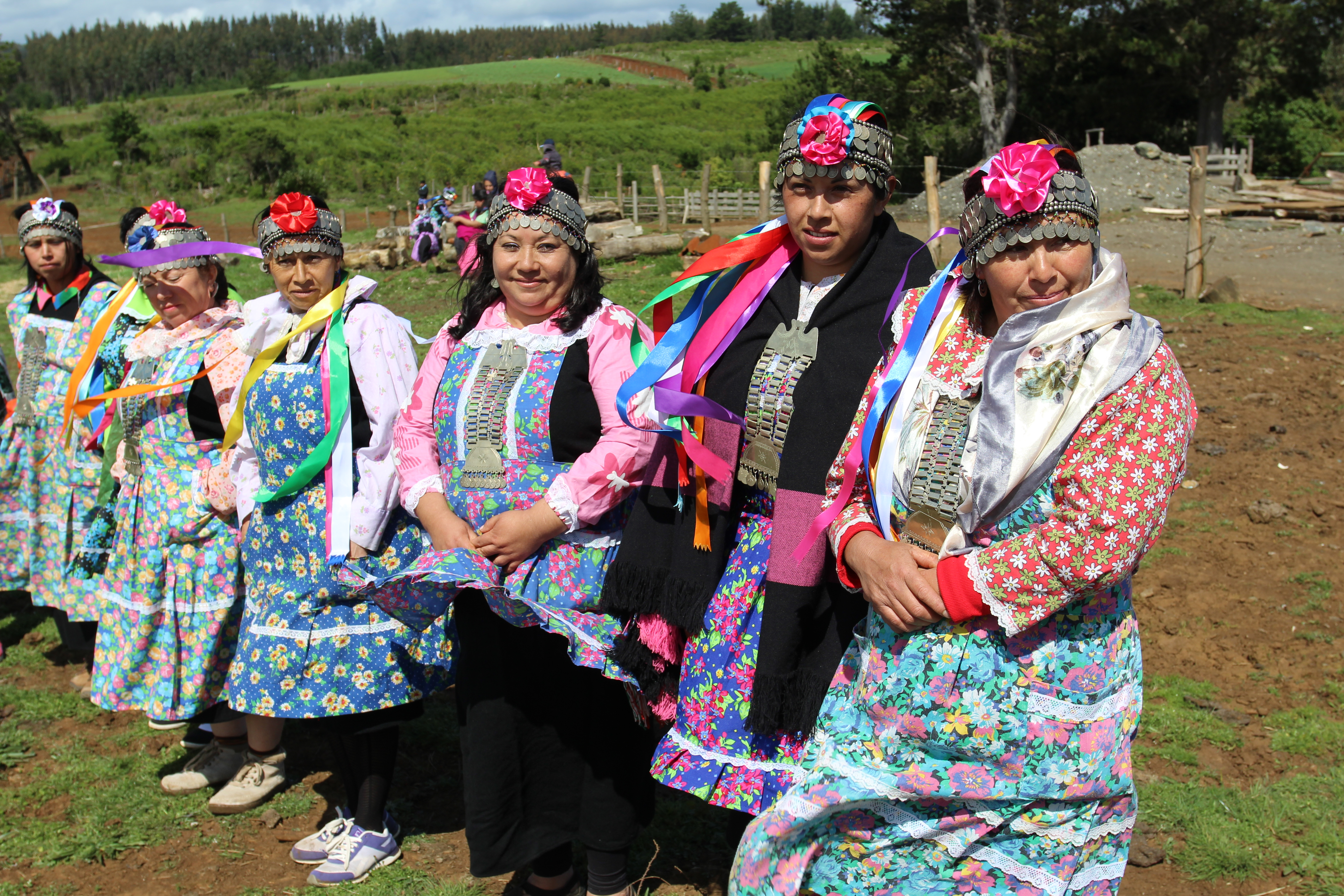
Mawizache Ñi Zugun, La voz de la gente de las montañas

El documental també dona suport a la proposta del Lof Cayún Panicheo d'una Àrea de Conservació Maputxe, amenaçada per Len Ko Winkul Mapu (territori muntanyós d'aigua i xiprers). Aquesta iniciativa busca preservar i favaldre la gestió integral del territori, destacant les formes de vida pròpies del poble maputxe a la Vall del Puelo.
L'obra ha estat presentada a diversos festivals, com la 15a Mostra Cinema+Video Indígena (2021) i el 4t Festival Internacional de Cinema de Puerto Montt.
El documental narra la lluita de la comunitat Maputxe, situada a la regió del riu Puelo, a Xile, contra els projectes hidroelèctrics que amenacen les seves terres ancestrals. Mitjançant els testimoniatges directes, rituals espirituals i paisatges del territori, l'obra analitza la profunda connexió entre el poble Maputxe i la naturalesa.
Aquesta relació emana l'ús útil de la terra i es presenta com un vincle espiritual i identitari, el qual defineix la seva cultura i resistència. La pel·lícula posa èmfasi en la cosmovisió maputxe, que considera la terra com un ésser viu i sagrat, i alhora presenta aquesta perspectiva com l'eix central de la lluita política i cultural.
Mitjançant l'enfocament participatiu, el documental destaca la veu dels protagonistes maputxes, que expliquen en primera persona la seva visió del món i la seva oposició als projectes extractivistes com els desenvolupaments impulsats per empreses com el Mediterraneo S. A. i Endesa. Aquesta lluita acaba amb la cancel·lació del projecte hidroelèctric del 2017, simbolitzant una victòria per a la preservació del territori i la cultura Maputxe.
Asi mateix, el documental també exposa les injustícies i el context de les amenaces mediambientals, Mawizache Ñi Zugun presenta la reivindicació d'un model de conservació autònom liderat per Lof Cayún Panicheo, el qual reflecteix una proposta alternativa basada en el respecte mutu entre les persones i la natura.
Des de l’any 2006 es va anunciar el projecte HidroAysen, un projecte hidroelèctric que pretenia utilitzar els grans rius de la Patagònia com serien el riu Baker, el Pascua i el Puelo, per la producció d’energia hidroelèctrica. La realització d’aquest projecte suposaria la construcció de preses i l’estancament d’aquests rius creant un fort impacte en l’ecosistema alterant el curs d’aquestes grans masses d’aigua.
L’altra polèmica d’aquest projecte era la quantitat de torres i cables d’alta tensió que s’utilitzarien per portar l’energia cap a la capital 2000 km més al nord, d’aquesta manera travessant la Patagònia amb una gran línia elèctrica.
Això va desembocar en el moviment de protesta Patagonia sin represas, que s’oposava a la realització d’aquest projecte i va adquirir escala internacional. Aquest projecte de resistència es va enfrontar a HidroAysen durant 11 anys fins a la seva cancel·lació definitiva el 2017.
En aquest documental es parla de la lluita que van portar a terme la comunitat Maputxe en defensa del riu Puelo el 2011, on l’empresa Mediterraneo SA pretenia dur a terme un projecte hidroelèctric, la resistència dels ambientalistes i els pobles indígenes de la zona van ser essencials per a la cancel·lació d’aquest projecte també el 2017.
Aquest documental mostra la lluita d’aquest poble per detindre aquestes amenaces al territori no només de l’àmbit polític sinó donant protagonisme a la tradició d’aquest poble amb el territori i la significació que té per a ells.
El documental és dirigit per Gerardo Berrocal, un cineasta maputxe que pertany al territori del Wallmapu, a Xile. La producció es va realitzar sota el col·lectiu ADKIMVN, com una iniciativa comunitària de comunicació que busca reflectir els processos polítics, culturals i espirituals del poble maputxe des de la seva pròpia perspectiva.
El documental va ser desenvolupat a partir d'un enfocament col·laboratiu, on la comunitat va tenir un rol central, segons el director el procés va incloure la col·laboració dels lonco i altres representants tradicionals que van determinar els continguts i les línies narratives, aquest enfocament participatiu s'alinea amb els principis de la comunicació maputxe que prioritza la representació fidel de la seva espiritualitat, cultura i cosmovisió.
La producció de Mawizache ñi Zugun no només es va enfocar a registrar i preservar aspectes de la cultura maputxe, sinó també a promoure una comprensió més profunda de la seva lluita per la vida i el territori. Aquest documental busca desmitificar els estereotips difosos pels mitjans tradicionals mostrant com la defensa de l'aigua, la terra i l'espiritualitat maputxe contribueixen al benestar col·lectiu de totes les formes de vida al territori.
Berrocal defineix el treball com la imatge del coneixement propi, un concepte que combina el saber ancestral maputxe (kimvn) amb una narrativa visual compromesa políticament. En aquest cas, Mawizache ñi Zugun va ser concebut no només per als maputxes que habiten als seus territoris originaris, sinó també per a aquells en contextos urbans, i per a un públic més ampli que busca comprendre i solidaritzar-se amb les causes maputxes.
1. ↑  March 4, dtierney /; Indigenous, 2019 / Leave a comment / Latin American. «Entrevista con el director mapuche Gerardo Berrocal» (en anglès americà), 04-03-2019. [Consulta: 9 febrer 2025].
2. ↑  «Mawizache ñi Zugun, La Voz de la Gente de las Montañas» (en castellà). [Consulta: 9 febrer 2025].
3. ↑  «Patagonia sin represas» (en espanyol europeu). [Consulta: 9 febrer 2025].
4. ↑  «Hidroeléctrica Mediterráneo en el río Puelo pierde definitivamente permiso ambiental | Patagonia´s Magazine: Patagon Journal». [Consulta: 9 febrer 2025].
5. ↑  «Mawizache ñi Zugun, la voz de la gente de las montañas / Mapuche, Chile» (en anglès). [Consulta: 9 febrer 2025].
6. ↑  OC, Comunicaciones. «Documental “Mawizache ñi Zugun, La Voz de la Gente de las Montañas” será exhibido hoy en 15° Muestra de Cine+Indígena» (en castellà), 24-06-2021. [Consulta: 9 febrer 2025].